# Ischyrocyon gidleyi
Ischyrocyon gidleyi és una espècie extinta de mamífer carnívor de la família dels amficiònids que visqué a Nord-amèrica durant el Miocè, fa entre 9,4 i 16,3 milions d'anys. Se n'han trobat restes fòssils als Estats Units (Califòrnia, Dakota del Sud, Kansas, Nebraska, Nevada i Texas). Es tracta de l'única espècie del gènere Ischyrocyon. Atenyia la mida d'un os.